# Kalle Ankas binäring
Kalle Ankas binäring (engelska: Beezy Bear) är en amerikansk animerad kortfilm med Kalle Anka från 1955.

## Handling
Kalle Anka är biodlare och upptäcker en dag att björnen Humphrey försöker stjäla av hans honung. Han går till skogvaktare Woodlore, som sedan konfronterar samtliga björnar. I tron att inte Humphrey ska kunna stjäla mer honung sätter Kalle upp ett stängsel, men Humphrey ger inte upp i första taget.

## Om filmen
Filmen hade svensk premiär den 11 mars 1957 och visades på biografen Spegeln i Stockholm.
Filmen har givits ut på VHS och DVD och finns dubbad till svenska, där den har beskurits från sitt ursprungliga Cinemascope-format till 4:3-format.

## Rollista
- Clarence Nash – Kalle Anka
- James MacDonald – Björnen Humphrey (inget tal)
- Bill Thompson – skogvaktare Woodlore[9]